# Заозёрье (Велижский район)
 Заозёрье— деревня  в  Смоленской области России,  в  Велижском районе. Расположена в северо-западной части области  в 23 км к востоку от  Велижа  в 8 км южнее от границы с Тверской областью. 
Население —207 жителей (2007). Административный центр Заозёрского сельского поселения.

## Экономика
Средняя школа, сельскохозяйственное предприятие «Заозёрье».